# Marcelo D'Salete
Marcelo D'Salete (São Paulo, 1979) é um quadrinista, ilustrador e professor brasileiro. É mestre em história da arte pela Universidade de São Paulo. Durante a adolescência, fez curso de design gráfico no colégio Carlos de Campos e trabalhou como ilustrador para editoras. Estreou como quadrinista em 2001, publicando nas revistas Quadreca e Front.
Sua primeira graphic novel, Noite Luz, foi publicada em 2008, pela editora Via Lettera. Em 2011, publicou a história em quadrinhos Encruzilhada, pela editora LeYa.
Suas obras mais aclamadas tratam da história da resistência à escravidão no Brasil pela ótica dos povos negros: Cumbe, de 2014,  e Angola Janga de 2017, ambas publicadas pela editora Veneta. Angola Janga, uma história sobre o Quilombo dos Palmares, levou onze anos de pesquisa e criação pelo autor. Em 2023, lançou Mukanda Tiodora.

## Prêmios
D'Salete foi indicado ao Troféu HQ Mix em 2012 na categoria Edição Especial Nacional por Encruzilhada e em 2015 nas categorias Desenhista Nacional, Roteirista Nacional e Edição Especial Nacional por Cumbe. Em 2018 o autor ganhou o troféu na categoria Desenhista Nacional, Roteirista Nacional e Destaque Internacional, e Angola Janga foi premiada na categoria Edição Especial Nacional. No mesmo ano, Angola Janga ganhou o 60º Prêmio Jabuti na categoria História em Quadrinhos.
A edição norte-americana de Cumbe, traduzida para o inglês como Run for It, venceu o prêmio Eisner de melhor edição americana de material estrangeiro em 2018.